# Jim Davis
James Robert „Jim“ Davis (* 28. července 1945 Marion, Indiana) je americký kreslíř, který je autorem populárního komiksu Garfield, jenž je jedním z nejpopulárnějších komiksů současnosti. V roce 1981 založil společnost Paws.

## Život
Jim Davis vyrůstal ve Fairmountu v Indianě na malé farmě se svým otcem Jamesem Williamem Davisem, matkou Annou C. Davisovou, bratrem Davem a 25 kočkami. Davisovo dětství na farmě je obdobou života jeho seriálové postavy, Garfieldova páníčka, Jona Arbuckla.